# Swanville (Maine)
Swanville ist eine Town im Waldo County des Bundesstaates Maine in den Vereinigten Staaten. Im Jahr 2020 lebten dort 1377 Einwohner in 826 Haushalten auf einer Fläche von 56,05 km².

## Geographie
Nach dem United States Census Bureau hat Swanville eine Gesamtfläche von 56,05 km², von der 51,07 km² Land sind und 4,97 km² aus Gewässern bestehen.

### Geographische Lage
Swanville liegt im Osten des Waldo Countys. Der Swan Lake im Nordosten ist der größte See auf dem Gebiet der Town. Sein Ausfluss, der Goose River, mündet südlich der Town in die Belfast Bay des Atlantischen Ozeans. Weitere kleine Flüsse durchziehen das Gebiet. Im Nordwesten grenzt der Toddy Pond an. Die Oberfläche ist eher eben, höchste Erhebung ist der 202 m hohe Quarry Hill, der zentral im Gebiet der Town liegt.

### Nachbargemeinden
Alle Entfernungen sind als Luftlinien zwischen den offiziellen Koordinaten der Orte aus der Volkszählung 2010 angegeben.
- Nordosten: Monroe, 9,7 km
- Nordosten: Frankfort, 11,3 km
- Osten: Searsport, 8,5 km
- Süden: Belfast, 10,2 km
- Südwesten: Waldo, 8,5 km
- Westen: Brooks, 8,9 km

### Stadtgliederung
In Swanville gibt es mehrere Siedlungsgebiete: Nickerson Mills, Oak Hill, Swanville, Town House Corners und Yorks Corner.

### Klima
Die mittlere Durchschnittstemperatur in Swanville liegt zwischen −6,1 °C (21 °F) im Januar und 20,6 °C (69 °F) im Juli. Damit ist der Ort gegenüber dem langjährigen Mittel der USA um etwa 9 Grad kühler. Die Schneefälle zwischen Oktober und Mai liegen mit bis zu zweieinhalb Metern mehr als doppelt so hoch wie die mittlere Schneehöhe in den USA; die tägliche Sonnenscheindauer liegt am unteren Rand des Wertespektrums der USA.

## Geschichte
Das Gebiet von Swanville wurde ab 1774 durch europäische Einwanderer besiedelt. Auf alten Karten wird das Gebiet zunächst als Goose Pond Settlement bezeichnet. Das Gebiet gehörte zum Waldo Patent. Spätere Bezeichnungen waren Goose Pond Plantation, Swan Lake Settlement, Swan's Tract, Swan's Plantation, Swan Plantation, North Harwich und Lea Gore. Am 19. Februar 1818 wurde aus der Swan’s Tract Plantation die Town Swanville organisiert.
Im Jahr 1824 wurde Land an die Waldo Plantation abgegeben. Vom benachbarten Frankfort wurde Land im Jahr 1832 hinzugenommen und im Jahr 1841 Land von Brooks.

### Einwohnerentwicklung
| Volkszählungsergebnisse – Town of Swanville, Maine | Volkszählungsergebnisse – Town of Swanville, Maine | Volkszählungsergebnisse – Town of Swanville, Maine | Volkszählungsergebnisse – Town of Swanville, Maine | Volkszählungsergebnisse – Town of Swanville, Maine | Volkszählungsergebnisse – Town of Swanville, Maine | Volkszählungsergebnisse – Town of Swanville, Maine | Volkszählungsergebnisse – Town of Swanville, Maine | Volkszählungsergebnisse – Town of Swanville, Maine | Volkszählungsergebnisse – Town of Swanville, Maine | Volkszählungsergebnisse – Town of Swanville, Maine |
| Jahr                                               | 1800                                               | 1810                                               | 1820                                               | 1830                                               | 1840                                               | 1850                                               | 1860                                               | 1870                                               | 1880                                               | 1890                                               |
| -------------------------------------------------- | -------------------------------------------------- | -------------------------------------------------- | -------------------------------------------------- | -------------------------------------------------- | -------------------------------------------------- | -------------------------------------------------- | -------------------------------------------------- | -------------------------------------------------- | -------------------------------------------------- | -------------------------------------------------- |
| Einwohner                                          |                                                    |                                                    | 503                                                | 633                                                | 919                                                | 944                                                | 914                                                | 770                                                | 703                                                | 689                                                |
| Jahr                                               | 1900                                               | 1910                                               | 1920                                               | 1930                                               | 1940                                               | 1950                                               | 1960                                               | 1970                                               | 1980                                               | 1990                                               |
| Einwohner                                          | 502                                                | 467                                                | 396                                                | 365                                                | 373                                                | 437                                                | 514                                                | 487                                                | 873                                                | 1130                                               |
| Jahr                                               | 2000                                               | 2010                                               | 2020                                               | 2030                                               | 2040                                               | 2050                                               | 2060                                               | 2070                                               | 2080                                               | 2090                                               |
| Einwohner                                          | 1357                                               | 1388                                               | 1377                                               |                                                    |                                                    |                                                    |                                                    |                                                    |                                                    |                                                    |

## Wirtschaft und Infrastruktur

### Verkehr
Die Maine State Route 141 verläuft in nordsüdlicher Richtung durch die Town. Die Maine State Route 131 zweigt im Village Swanville in westlicher Richtung ab.

### Öffentliche Einrichtungen
Es gibt keine medizinischen Einrichtungen in Swanville. Die nächstgelegenen befinden sich in Belfast.
Swanville besitzt keine eigene Bücherei, die nächstgelegenen sind die Searsmont Town Library in Searsmont und die Belfast City Free Library in Belfast.

### Bildung
Swanville gehört mit Belfast, Belmont, Morrill und zur Searsmont RSU #71.
Im Schulbezirk werden folgende Schulen angeboten:
- Ames Elementary School in Searsmont
- Gladys Weymouth Elementary School in Morrill
- Captain Albert Stevens Elementary School in Belfast
- East Belfast Elementary in Belfast
- Nickerson Elementary in Belfast
- Troy Howard Middle School in Belfast
- Belfast Area High School in Belfast